# 年代電視台
年代電視台 (Era Communications)は台湾のマルチメディア企業で、事業は電子メディア営業・動画制作・アーティストマネージメント・インターネット・映画及びレーザーディスクのパブリッシュ・衛星テレビ放送業務・コンピューターチケット販売システムを包括している。現在の主力事業はの民間 衛星放送 チャンネル、年代電視を企業のブランドとしている。

## 歴史
成立時の名称は「年代影視事業股份有限公司」で、かつて台湾電視公司向けに『星星星』などのバラエティ番組を制作したほか、1980年代にはウォルトディズニーのホームビデオ、1980年代にはTVB の香港ドラマのビデオ、1990年代にはCNBCチャンネル、1990年代には、CCTV-4の台湾におけるディストリビューターとなっている。

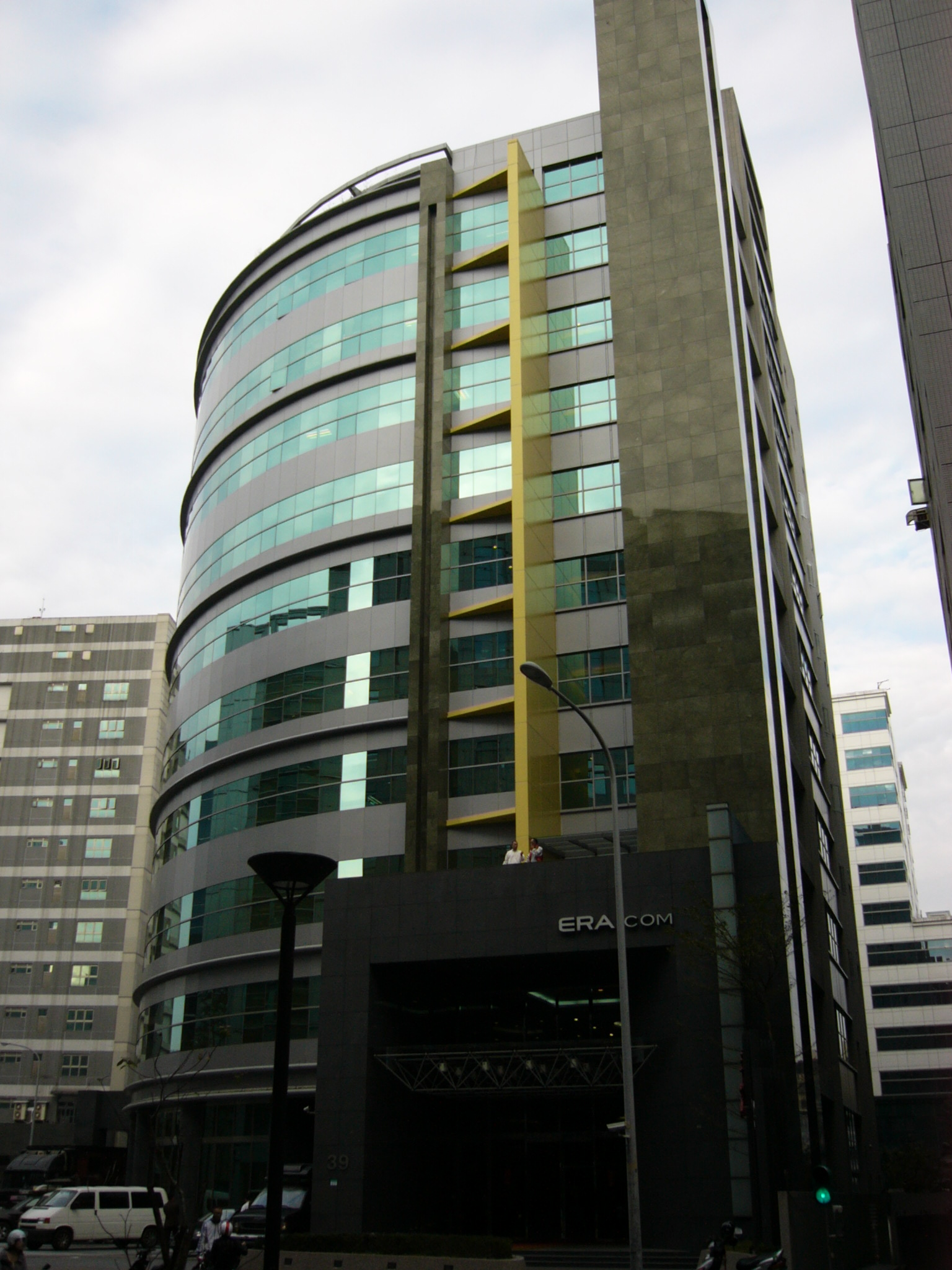
2006年からの年代グループの本部

本部は最初期は台北市中正区八徳路一段46号7樓にあり、TVBSと「匯大大廈」を共用していた。 2006年に台北市内湖区瑞湖街39号に移転、国興衛視や東森超視及び年代電視台傘下のJET TVと共用のオフィスビルにある。